# Льопарт, Хорхе
Хорхе Льопарт (исп. Jorge Llopart Ribas; 5 мая 1952, Эль-Прат-де-Льобрегат — 11 ноября 2020, Бадалона) — испанский спортивный ходок, чемпион Европы, серебряный призёр летних Олимпийских игр 1980 года в Москве, участник трёх Олимпиад.

## Карьера
В 1978 году в Праге (Чехословакия) Льопарт стал чемпионом Европы в ходьбе на 50 км. На Олимпиаде в Москве Льопарт завоевал олимпийское серебро на той же дистанции, уступив представителю ГДР Хартвигу Гаудеру. В 1984 году на летней Олимпиаде в Лос-Анджелесе занял 7-е место. Ещё через четыре года в Сеуле Льопарт стал 13-м. Льопарт является первым испанцем, ставшим чемпионом Европы по легкой атлетики и призёром олимпийских легкоатлетических соревнований.
Был чемпионом Испании на дистанции 50 км в 1978, 1979, 1981, 1985, 1986 и 1989—1991 гг. Личный рекорд на данной дистанции — 3:44:33 (1979, рекорд Европы).
Лучший спортсмен Испании 1980 года. Сооснователь и, начиная с 2004 года, вице-президент Испанской ассоциации спортивной ходьбы (AEMA). Тренировал ряд испанских и мексиканских специалистов спортивной ходьбы.